# 安倍夜郎
安倍夜郎（1963年2月2日—），日本漫畫家，出身於高知縣四万十市，《深夜食堂》為其代表作。

## 生平簡介
安倍夜郎畢業於早稻田大學，在學期間參加漫畫研究會，日本專欄作家町山智浩是他的同學，繪製《我們這一家》的漫畫家蝼荣子則晚他一屆。大學畢業之後，投入廣告工作，擔任廣告導演。
2003年以《山本掏耳店》獲得「小學館新人漫畫大賞」，此後開始成為專職漫畫家。其代表作《深夜食堂》則在2006年開始於小學館連載，曾於2007年獲得「第55回小學館漫畫賞」及「第39回漫畫家協會大賞」。後來分別於2009年、2011年改編為日劇。

## 作品列表

### 連載
- 深夜食堂（Big Comic Original增刊→Big Comic Original、Big Comic Original連載、小學館、已出刊26巻）連載中
- ラビッツ カンカン（『MûMû』也收錄）（2012年、学研プラス）
- 酒の友めしの友（2014年、實業之日本社）
- 四万十食堂（2014年、共著：左古文男、双葉社）
- 深夜食堂の料理帖（2015年、共著：飯島奈美、小學館）
- 生まれたときから下手くそ（Big Comic Original増刊號) 連載中

### 單篇完結
- 山本掏耳店(Big Comic Original增刊、2010年、小學館)
- 少年(Big Comic Superior)

## 外部連結
- 小学館：ビッグコミックオリジナル 『深夜食堂』安倍夜郎，《深夜食堂》漫畫官方頁面。（日語）